# Matienzo
Base Antártica Matienzo – letnia stacja polarna należąca do Argentyny, położona na wyspie na Morzu Weddella, na wschód od wybrzeża Półwyspu Antarktycznego. Zarządzają nią Siły Powietrzne Argentyny.

## Położenie

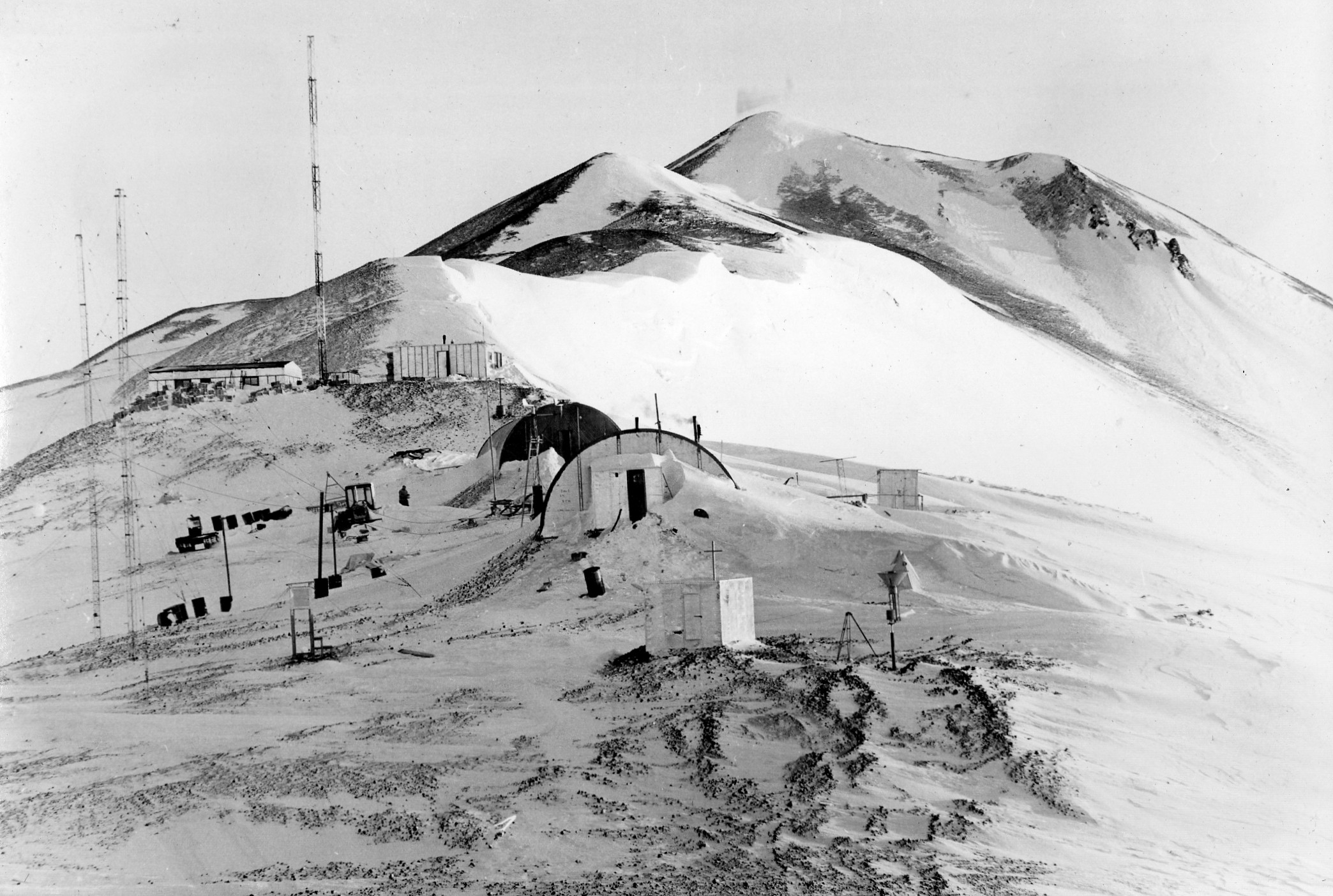
Stacja Matienzo w 1962 roku

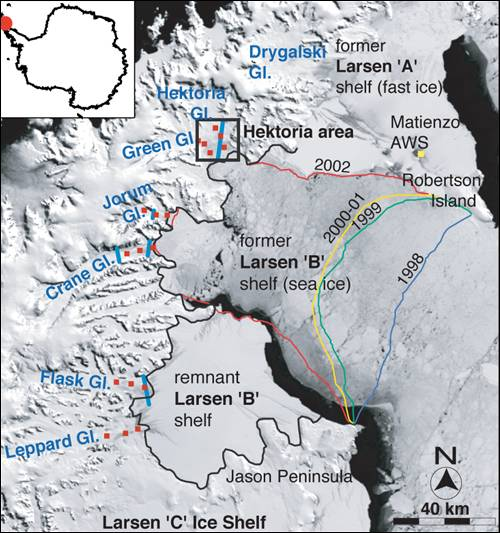
Rozpad lodowca szelfowego Larsen B

Stacja znajduje się na obszarze skalnego grzbietu pochodzenia wulkanicznego o długości 1,8 km, znanego jako Nunatak Larsena, wznoszącego się ponad powierzchnią Morza Weddella, w pobliżu wschodnich wybrzeży Ziemi Grahama na Antarktydzie. Do 1995 roku grzbiet ten (i stację) otaczał Lodowiec Szelfowy Larsena; od północy graniczył z nią lodowiec szelfowy Larsen A, a od południa Larsen B, który utrzymał się jeszcze do 2002 roku. Istniejąca obecnie pozostałość lodowca szelfowego Larsen B znajduje się ok. 80 km na południe od stacji.
Stacja została założona 15 marca 1961 roku. Jej patronem jest porucznik Benjamín Matienzo, argentyński lotnik, jeden z pionierów awiacji na Antarktydzie.

## Działalność
W stacji Matienzo już w latach 60. XX wieku prowadzone były badania meteorologiczne i klimatologiczne. Prowadzono obserwacje lotnicze i prace topograficzne obejmujące Lodowiec Szelfowy Larsena.
W 1965 roku ze stacji wystrzelono 2 rakiety sondażowe i dwa balony wyposażone w urządzenia do pomiaru promieniowania X. Rakiety osiągnęły wysokość 35 km.
Badania prowadzone obecnie w stacji Matienzo obejmują glacjologię (szczególnie w kontekście zmian klimatu), oceanografię i geofizykę.